# 순환버스

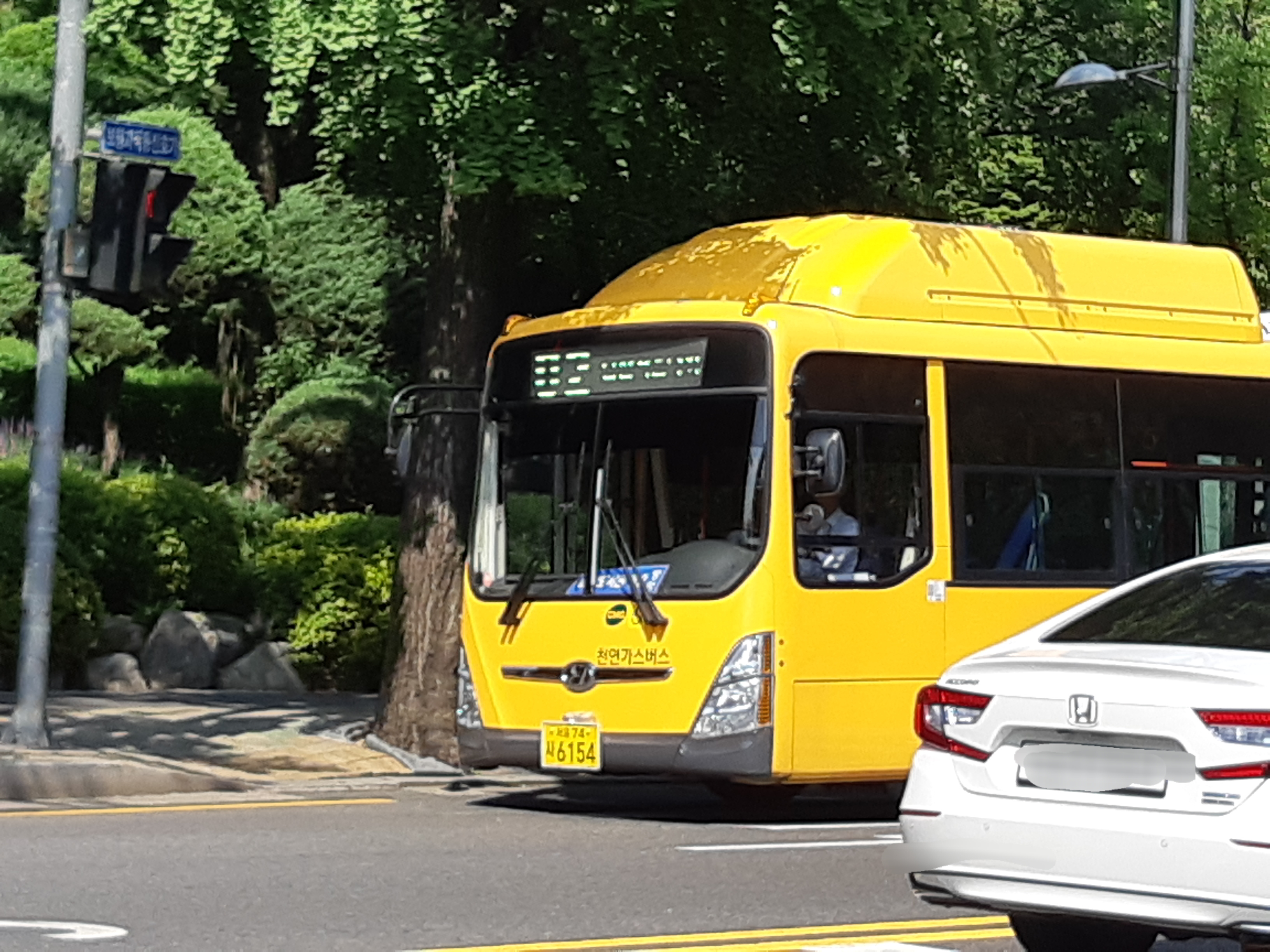
녹색순환버스 신설 이전의 서울특별시 순환버스 02번

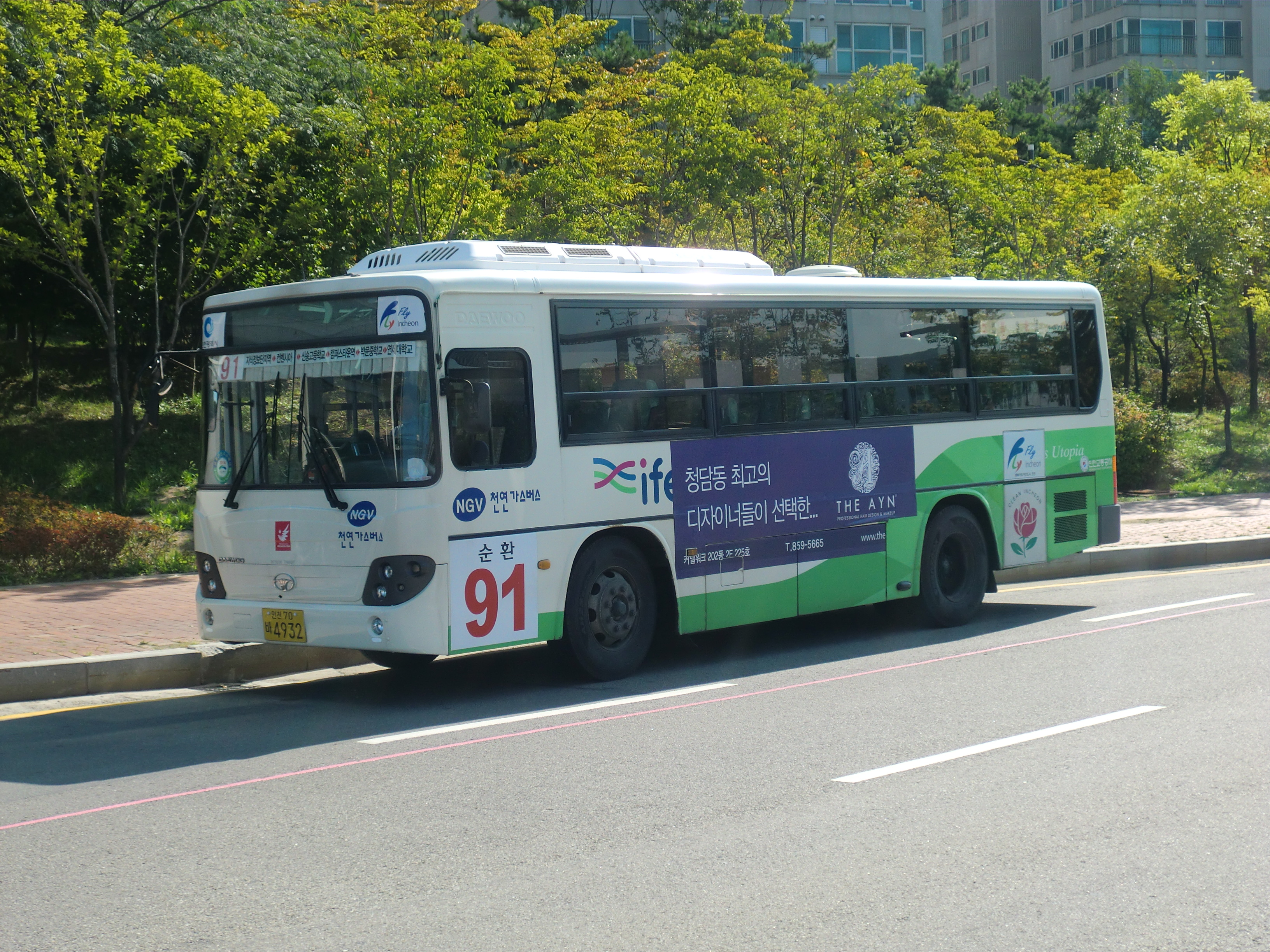
2020년 개편 이전 당시의 인천시내버스 순환 91번

순환버스는 종착지가 따로 없이 계속 고리 모양으로 순환하는 버스 노선의 형태이다. 
대개 도심하고 부도심 내에서만 단거리로 운행할 목적으로 쇼핑객이나 업무를 위한 승객들을 대상으로 하지만, 대구시내버스 순환 3번의 경우처럼 거대 순환노선도 존재한다. 
원주시에도 4개 순환노선(3, 3-1, 4, 4-1)이 운행중이다.

## 지역별 특성

### 서울특별시
2004년 7월부터 간선, 지선, 광역버스, 그리고 환승시스템하고 함께 도입되었으며, 공식적인 분류상, 순환버스는 노란색으로 칠해져 있어 '옐로버스'라고도 불린다. 
2021년 7월 현재 서울 도심을 순환하는 녹색순환버스 4개 노선이 운행중이며(01A, 01B, 02, 04번), 요금은 현금 700원, 버스카드 이용시 600원이다. 
번호 체계는 두 자리로 노선운행 권역번호(앞번호), 일련번호(뒷번호)로, 다른 버스들에 비해 단순한 편이다.
버스 개편 전의 순환버스는 마을버스하고 도시형버스의 중간 개념이었다.

### 부산광역시
도시형버스 형태의 노선 133번이 순환 노선으로 운행하고 있다.

### 인천광역시
인천교통공사에서 교통소외지역 또는 연계성 부족 해소를 목적으로 9개의 순환버스 노선을 운행중에 있다. 720번은 간선버스 형태로 운행되나, 31번, 43번, 51번, 81번, 82번, 91번, 92번은 지선버스 형태로 운행되고 있다. 또한 그밖에도 6번, 6-1번과 539번 순환형태로 운영되는 간선버스 및 지선버스가 있다.

### 대구광역시
순환 2번과 순환 3번이 운행한다. 순환 3번의 경우는 조금 특이한데, 보통 순환버스들은 같은 생활권 내를 운행하지만, 순환 3번은 수성구 범물동에서 출발하여, 황금동 - 남구 대명동 - 달서구 두류동 - 서구 평리동 - 비산동 - 북구 노원동 - 복현동 - 동구 효목동 - 수성구 만촌동을 거쳐 황금동 - 범물동으로 돌아오는, 중구와 달성군을 제외한 대구 전역을 운행하는, 보기 드문 거대 순환노선이다. 순환 2-1번과 순환 3-1번도 있는데, 이들은 시계 반대 방향으로 돈다. 따라서 순환 2번과 순환 3번은 시계방향으로 돈다.
이 밖에도 간선버스와 지선버스 중에서 순환 또는 루프형으로 운행하는 노선들이 몇몇 있다. 이들 버스는 -1 번호를 부여하고, 순환형 간선/지선 버스는 -1이 없는 번호는 시계방향, -1이 있는 번호는 반시계방향으로 돈다.

### 대전광역시
317번과 616번 노선을 대전역 순환 노선으로 운행하고 있으며 대덕테크노밸리를 순환하는 첨단1번도 운행된다. 세 노선 모두 지선버스, 간선버스, 맞춤버스 노선이지만, 노선의 형태는 내선/외선순환으로 구분된다. 317번은 동구, 중구를, 616번은 동구, 대덕구를 연계하며 첨단1번은 탑립동~테크노밸리~송강동~탑립동을 시계방향으로만 돈다.

### 광주광역시
순환01번(저상버스 운행중)과 상무62번을 상무지구 순환 노선으로 운행하고 있다. 두 노선 모두 급행과 지선노선이지만, 노선의 형태는 순환형이다. 순환01번은 서구, 남구, 북구, 동구를, 상무62번은 광산구 소촌동, 하남지구, 운남지구를 연계한다.
마찬가지로 북구, 동구를 연계하는 지선노선인 두암81번, 용봉83번이 있고 광산구 선운지구, 평동산단을 연계하는 송정100번이 있다.

### 경상남도

#### 거제시
거제시의 순환버스는 대도시에서의 마을버스 또는 지선버스와 같은 개념이다. "도심순환버스"라 불리며, 고현 지역 일대를 운행한다.

#### 김해시
- 25번 : 장유면 반시계방향 순환
- 26번 : 장유면 시계방향 순환
- 2번 : 외동터미널 ↔ 삼안동
- 7번 : 외동터미널 ↔ 삼안동 (2번의 반대 방면)
- 대동순환 A번 안막3구 ↔ 안막3구 (대동순환 B번의 반대 방면)
- 대동순환 B번 안막3구 ↔ 안막3구 (대동순환 A번의 반대 방면)

### 전라남도

#### 목포시
2007년 3월 1일 개편시 녹색으로 재도색한 차량으로 운행한다. 노선은 3번, 7번, 15번이 있다.

#### 나주시
나주시 순환버스는 2008년 5월부터 운행을 시작했다. 주 노선은 중부선, 남부선, 제한선이 있다. 광신고속, 나주교통이 공동으로 운행한다. 나주시외버스터미널, 영산포공용버스터미널 홈에서는 승하차가 불가능하기 때문에 이점 참고해야 한다.

#### 순천시
19번이 주암면, 송광면 순환버스로 운행, 36번과 37번이 황전면, 월등면 순환버스로 운행, 81번과 82번이 별량면 순환버스로 운행, 97번과 98번이 해룡면 순환버스로 운행하며 100번과 101번이 도심순환버스로 운행한다. 2013년 순천정원박람회 기간 동안 한시적으로 200번 순환버스를 운행한 적 있었다.

### 충청남도

#### 천안시
도시형버스의 형태로 운행하며, 노선번호는 한자릿수로 표기한다.
- 1번 : 백석농공단지 ↔ 천안시청 ↔ 천안시청
- 2번 : 남부고가교 ↔ 남부고가교 (시계방향 순환)
- 7번 : 남부고가교 ↔ 남부고가교 (반시계방향 순환)
- 3번 : 백석농공단지 ↔ 백석농공단지

### 충청북도

#### 청주시
2005년부터 권역별 순환버스라는 개념으로 운행을 시작하였다. 주로 근거리 위주로 운행되며 20-1, 20-2, 30-1, 30-2, 40-1, 40-2, 50-1, 50-2번이 이에 해당되는데 특히 50-1번, 50-2번은 권역별 순환버스지만 운행거리가 길다는 점이 특징이다. 이 외 시내일반으로 운행되고 있으나 순환 형태로 운행하는 노선이 여럿 있다.

## 같이 보기
- 마을버스
- 군내버스
- 지선버스
- 간선버스
- 녹색순환버스